# 沢永彦四郎

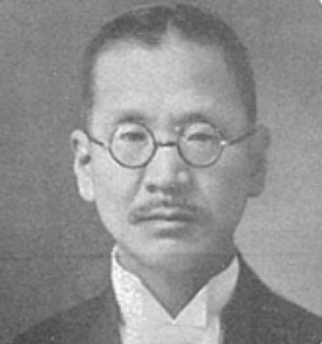
沢永彦四郎

沢永 彦四郎（さわなが ひこしろう、1879年（明治12年）2月15日 - 没年不詳）は、朝鮮総督府官僚・台湾総督府官僚。旧名太吉。

## 経歴
富山県西礪波郡福岡町（現在の高岡市）出身。第四高等学校を経て、1901年（明治34年）、京都帝国大学法科大学政治科、同経済科を卒業し、統監府属となった。1910年（明治43年）、朝鮮総督府属となり、同年11月、文官高等試験行政科試験に合格した。その後、朝鮮総督府営林廠事務官、鎮南浦府尹、逓信局事務官・海事課長などを歴任した。
いったん退官するが、1929年（昭和4年）に台湾総督府総督官房会計課長として復帰した。1931年（昭和6年）、台湾総督府専売局参事となり、神戸支局長を務めた。